# دانشگاه آزاد اسلامی واحد قم
دانشگاه آزاد اسلامی واحد قم دانشگاهی شامل چندین دانشکده، در شهر قم، مرکز استان قم واقع است.
در ۱۹ آذر ماه ۱۳۶۴ هسته اولیه این واحد دانشگاهی در بیمارستان آیت‌الله گلپایگانی تشکیل شد. نخستین آزمون ورودی در سال ۱۳۶۵ با هفت رشته تحصیلی و پذیرش ۳۴۰ دانشجو در رشته‌های علوم پزشکی، علوم پایه و علوم انسانی همراه با دو نفر عضو هیئت علمی و قریب به ۳۰ استاد مدعو و حدود ۱۰ کارمند، در یک مدرسه استیجاری با آغاز به کار کرد. در سال ۱۳۷۱ با خرید ساختمانی در میدان پلیس قم بزرگترین مشکل دانشگاه رفع گردید.

## دانشکده‌ها

### دانشکده علوم انسانی
دانشگاه آزاد اسلامی واحد قم در سال ۱۳۶۵ با هفت رشته تحصیلی و پذیرش ۳۴۰ دانشجو در گروه‌های علوم پزشکی، علوم پایه و علوم انسانی آغاز به کار کرد. پس از تثبیت و توسعه دانشگاه، دانشکده علوم انسانی به صورت مستقل تاسیس و اقدام به پذیرش دانشجو نمود. مسئولیت این دانشکده از آغاز تاکنون به ترتیب بر عهده  آقایان محمد جنتی‌فر، علیرضا عسگری، مهدی محمدی، یوسفعلی باقرپور،حمید اسحاقی، شهرداد دارابی بوده است. در حال حاضر نیز فرید پروانه عهده دار این سمت است. این دانشکده با پذیرش دانشجو در ۹۱ رشته آموزشی، بزرگترین دانشکده این دانشگاه است و بخش اعظم دانشجویان دانشگاه (بیش از ۸۰۰۰ نفر) در این دانشکده مشغول به تحصیل هستند. در دانشکده علوم انسانی ۹۰  استاد هیات علمی تمام وقت، حدود ۳۰۰ استاد حق التدریس و ۱۳ مدیر گروه به امر آموزش و پژوهش فعالیت دارند. تعداد کارشناسان آموزش دانشکده نیز ۱۲ نفر است.

#### رشته‌های تحصیلی دانشکده علوم انسانی
| کارشناسی      | - آموزش ابتدایی - آموزش دینی و عربی - آموزش زبان انگلیسی - حسابداری - دبیری الهیات و معارف اسلامی - روانشناسی - علوم ورزشین و - مدیریت بازرگانی - مدیریت صنعتی - مدیریت دولتی - مدیریت مالی - مدیریت بیمه - گردشگری - زبان و ادبیات فرانسه                                                              |
| کارشناسی ارشد | - حسابداری و مدیریت مالی - حقوق جزا و جرم شناسی - حقوق خصوصی - روانشناسی - زبان و ادبیات انگلیسی - زبان و ادبیات عربی - علوم سیاسی و روابط بین الملل - فقه و مبانی حقوق - مدیریت بازرگانی - مدیریت آموزشی                                                                                               |
| دکتری تخصصی   | - ادبیات عرب، عرفان، فلسفه و کلام، تاریخ و تمدن - حسابداری و مدیریت مالی - حقوق خصوصی - حقوق عمومی و بین الملل - حقوق کیفری و جرم شناسی - روانشناسی تربیتی، عمومی و مشاوره - زبان شناسی همگانی - علوم سیاسی، روابط بین الملل و جامعه شناسی - فقه و مبانی حقوق - مدیریت آموزشی - مدیریت بازرگانی و صنعتی |

### دانشکده علوم پایه
دانشکده علوم پایه فعالیت آموزشی خود را از سال ۱۳۷۸ در ۳ گروه آموزشی فیزیک، شیمی و زیست‌شناسی آغاز نموده و در حال حاضر دارای ۶ گروه آموزشی (شیمی، فیزیک، هنر، ریاضی، میکروبیولوژی و زیست‌شناسی) با ۱۶ رشته-گرایش کارشناسی، ۱۵ رشته-گرایش کارشناسی ارشد و ۴ رشته-گرایش دکتری است. در سال ۱۳۹۵ هم گروه مهندس پرتوپزشکی و مهندسی پزشکی در مقطع کارشناسی و کارشناسی ارشد به این دانشکده اضافه شد.